# Eriopyga euryte
Eriopyga euryte là một loài bướm đêm trong họ Noctuidae.